# Горяновская
Горяновская — деревня в Шатурском муниципальном районе Московской области. Входит в состав Кривандинского сельского поселения. Население — 50 чел. (2010).

## Название
В письменных источниках деревня упоминается как Горяиновская. На «Специальной карте Европейской России» И. А. Стрельбицкого показана как Горяиново.

## География
Деревня Горяновская расположена в центральной части Шатурского района, при автодороге 46К-7042. Расстояние до МКАД примерно 134 км. Высота над уровнем моря 137 м.

## История
Последними владельцами деревни перед отменой крепостного права были Варвара Федоровна Кузьминская и Николай Александрович Львов.
После отмены крепостного права деревня Горяиновская вошла в состав Лузгаринской волости.
В советское время деревня входила в Лузгаринский сельсовет.

## Население
| 1859 | 1868 | 1885 | 1905 | 1926 | 1970 |
| ---- | ---- | ---- | ---- | ---- | ---- |
| 252  | ↗274 | ↗379 | ↗508 | ↘409 | ↘117 |
| 1993 | 2002 | 2006 | 2010 |      |      |
| ↘43  | ↘30  | ↗101 | ↘50  |      |      |

## Инфраструктура
Личное подсобное хозяйство с зоной сельскохозяйственного использования, индивидуальная застройка усадебного типа.
Основа экономики — сельское хозяйство.

## Транспорт
Деревня доступна автотранспортом.